# Anthela inconstans
Anthela inconstans là một loài bướm đêm thuộc họ Anthelidae. Loài này có ở New Guinea.